# (39567) 1992 ST2
1992 أس تي 2 (ويعرف أيضًا باسم (39567) 1992 أس تي 2 وفق تسمية الكوكب الصغير) (بالإنجليزية: 1992 ST2)‏ هو كويكب ضمن حزام الكويكبات؛ وترتيبه 39567 من حيث الاكتشاف.
اكتُشف هذا الجُرم الفلكي بواسطة اليانور إف. هيلين في 22 سبتمبر 1992.

## وصلات خارجية
- (39567) 1992 ST2 في قاعدة بيانات مختبر الدفع النفاث لأجرام النظام الشمسي الصغيرة

- الاكتشاف · مخطط المدار ·  العناصر المدارية · المعلمات المادية

- (39567) 1992 ST2 على موقع ويكي سكاي: DSS2, SDSS, GALEX, IRAS, Hydrogen α, X-Ray, Astrophoto, Sky Map, Articles and images